# مورتن نيلسن (مجدف)
مورتن نيلسن (بالدنماركية: Morten Ølgaard Nielsen)‏ هو مجدف دنماركي، ولد في 18 سبتمبر 1980 في Fredensborg-Humlebæk Municipality ‏ في الدنمارك.

## وصلات خارجية
- مورتن نيلسن على موقع الاتحاد الدولي للتجديف (الإنجليزية)
- مورتن نيلسن على موقع اللجنة الأولمبية الدولية (الإنجليزية)
- مورتن نيلسن على موقع أوليمبيديا (الإنجليزية)